# Liste der Kulturdenkmäler in Oberkaufungen
Die Liste der Kulturdenkmäler in Oberkaufungen enthält alle Kulturdenkmäler in Oberkaufungen. Die Kulturdenkmäler für Niederkaufungen befinden sich in der Liste der Kulturdenkmäler in Niederkaufungen.

## Legende
- Bezeichnung: Nennt den Namen, die Bezeichnung oder die Art des Kulturdenkmals.
- Lage: Nennt den Straßennamen und wenn vorhanden die Hausnummer des Kulturdenkmals. Die Grundsortierung der Liste erfolgt nach dieser Adresse. Der Link „Karte“ führt zu verschiedenen Kartendarstellungen und nennt die Koordinaten des Kulturdenkmals.
- Datierung: Gibt die Datierung an; das Jahr der Fertigstellung bzw. den Zeitraum der Errichtung. Eine Sortierung nach Jahr ist möglich.
- Beschreibung: Nennt bauliche und geschichtliche Einzelheiten des Kulturdenkmals, vorzugsweise die Denkmaleigenschaften.
- Objekt-Nr: Gibt, sofern vorhanden, die vom Landesamt für Denkmalpflege vergebene Objekt-ID des Kulturdenkmals an.

### Gesamtanlage I Historischer Ortskern
| Bild                                                     | Bezeichnung                                              | Lage                                                  | Beschreibung | Bauzeit                                   | Daten     |
| -------------------------------------------------------- | -------------------------------------------------------- | ----------------------------------------------------- | --- | ----------------------------------------- | --------- |
| Gesamtanlage                                             | Gesamtanlage                                             | Lage                                                  | Am Brauplatz 1–2; Am Mühlenplatz 1–5; An der Losse 1–13; Besenmarkt 1–13; Dautenbachstraße 1–7; Domberg 1–4; Dorfstraße 1–35; Fünffensterstraße 1–5; Gässchen 2–4; Großer Kirchberg 1–2; Hexenberg 1–9; Hundeberg 1–3; In der Rose 1–10; Jakobstraße 1–17; Kleine Kulle 1–6; Kleiner Kirchberg 1–12; Leipziger Straße 431–509, 422–504; Mühlenweg 1–16; Schulstraße 33; Teichstraße 27; Zum Kirchberg 1–5; Zum Mühlenweg 1 |                                           | 88346 DDB |
| Bild gesucht BW                                          |                                                          | Am Brauplatz 2 Lage                                   | |                                           | 87452 DDB |
| Bild gesucht BW                                          |                                                          | Am Brauplatz 4 Lage                                   | (nur als Teil der Gesamtanlage) |                                           | 960870    |
|                                                          |                                                          | Am Mühlenplatz 1 Lage                                 | (nur als Teil der Gesamtanlage) |                                           | 898014    |
| Bild gesucht BW                                          |                                                          | Am Mühlenplatz 2 Lage                                 | |                                           | 87453 DDB |
| Bild gesucht BW                                          |                                                          | Am Mühlenplatz 3 Lage                                 | |                                           | 87454 DDB |
| Bild gesucht BW                                          |                                                          | Am Mühlenplatz 4 Lage                                 | |                                           | 87455 DDB |
| Bild gesucht BW                                          | Mittelmühle                                              | Am Mühlenplatz 5 Lage                                 | |                                           | 87456 DDB |
| Fachwerkhaus                                             | Fachwerkhaus                                             | An der Losse 1 LageFlur: 8, Flurstück: 130/4          | (g, s) | zweite Hälfte des 18. Jahrhunderts        | 87457 DDB |
| Bild gesucht BW                                          |                                                          | An der Losse 2 Lage                                   | (nur als Teil der Gesamtanlage) |                                           | 898019    |
| Bild gesucht BW                                          |                                                          | An der Losse 3 Lage                                   | (nur als Teil der Gesamtanlage) |                                           | 898016    |
| Bild gesucht BW                                          |                                                          | An der Losse 4 Lage                                   | (nur als Teil der Gesamtanlage) |                                           | 898018    |
| Bild gesucht BW                                          |                                                          | An der Losse 5 Lage                                   | |                                           | 87458 DDB |
| Tagelöhnerhaus                                           | Tagelöhnerhaus                                           | An der Losse 6 LageFlur: 8, Flurstück: 82             | (g, s) | spätes 17. Jahrhundert                    | 87459 DDB |
| Bild gesucht BW                                          |                                                          | An der Losse 7 Lage                                   | (nur als Teil der Gesamtanlage) |                                           | 898017    |
| Fachwerkgebäude                                          | Fachwerkgebäude                                          | An der Losse 8 LageFlur: 8, Flurstück: 80/1           | (g, s) | 1678                                      | 87460 DDB |
| Fachwerkgebäude                                          | Fachwerkgebäude                                          | An der Losse 9 LageFlur: 8, Flurstück: 145/1          | (g, s) | frühes 18. Jahrhundert                    | 87461 DDB |
| Einhaus                                                  | Einhaus                                                  | An der Losse 10 LageFlur: 8, Flurstück: 74/1          | (s) | erste Hälfte des 18. Jahrhunderts         | 87469 DDB |
| Fachwerkgebäude                                          | Fachwerkgebäude                                          | An der Losse 11 LageFlur: 8, Flurstück: 146/1         | (g, s) | Anfang des 18. Jahrhunderts               | 87462 DDB |
| Wohn- und Gesindehaus                                    | Wohn- und Gesindehaus                                    | An der Losse 13 LageFlur: 8, Flurstück: 148/4         | (g, s) | frühes 18. Jahrhundert                    | 87463 DDB |
| ehemaliges Einhaus als Teil einer Streckhofanlage        | ehemaliges Einhaus als Teil einer Streckhofanlage        | Besenmarkt 1 LageFlur: 8, Flurstück: 149              | (g, s) | zweite Hälfte des 18. Jahrhunderts        | 87466 DDB |
|                                                          |                                                          | Besenmarkt 2 Lage                                     | (nur als Teil der Gesamtanlage) |                                           | 898023    |
|                                                          |                                                          | Besenmarkt 3 Lage                                     | (nur als Teil der Gesamtanlage) |                                           | 898053    |
| Bild gesucht BW                                          |                                                          | Besenmarkt 5 Lage                                     | (nur als Teil der Gesamtanlage) |                                           | 898040    |
| Bild gesucht BW                                          |                                                          | Besenmarkt 7 Lage                                     | (nur als Teil der Gesamtanlage) |                                           | 897993    |
| Bild gesucht BW                                          |                                                          | Besenmarkt 9 Lage                                     | (nur als Teil der Gesamtanlage) |                                           | 897994    |
| Bild gesucht BW                                          |                                                          | Besenmarkt 11 Lage                                    | (nur als Teil der Gesamtanlage) |                                           | 897995    |
| Krebonshaus                                              | Krebonshaus                                              | Besenmarkt 13 LageFlur: 8, Flurstück: 165/4           | (g, s) | Erste Hälfte des 18. Jahrhunderts         | 87467 DDB |
| Obermühle                                                | Obermühle                                                | Dautenbachstraße 1 LageFlur: 8, Flurstück: 150/5      | (g, s) | spätes 16. Jahrhundert                    | 87468 DDB |
| Einhaus und Scheune                                      | Einhaus und Scheune                                      | Dautenbachstraße 2a Lage                              | (s) | erste Hälfte des 18. Jahrhunderts         | 87469 DDB |
|                                                          |                                                          | Dautenbachstraße 3 Lage                               | (nur als Teil der Gesamtanlage) |                                           | 898025    |
|                                                          |                                                          | Dautenbachstraße 4 Lage                               | (nur als Teil der Gesamtanlage) |                                           | 898011    |
| zweigeschossiges Wohngebäude                             | zweigeschossiges Wohngebäude                             | Dautenbachstraße 5 LageFlur: 8, Flurstück: 65         | (g, s) | 1835                                      | 87470 DDB |
|                                                          |                                                          | Dautenbachstraße 6 Lage                               | (nur als Teil der Gesamtanlage) |                                           | 897996    |
| Tagelöhnerhaus                                           | Tagelöhnerhaus                                           | Dautenbachstraße 7 LageFlur: 8, Flurstück: 64         | (g, s) | Mitte des 17. Jahrhunderts                | 87471 DDB |
|                                                          |                                                          | Dautenbachstraße 8 Lage                               | (nur als Teil der Gesamtanlage) |                                           | 897998    |
|                                                          |                                                          | Dautenbachstraße 9 LageFlur: 8, Flurstück: 63         | (nur als Teil der Gesamtanlage) |                                           | 948988    |
|                                                          |                                                          | Dautenbachstraße 10 Lage                              | (nur als Teil der Gesamtanlage) |                                           | 897997    |
|                                                          |                                                          | Dautenbachstraße 11 Lage                              | (nur als Teil der Gesamtanlage) |                                           | 897955    |
|                                                          |                                                          | Dautenbachstraße 12 Lage                              | (nur als Teil der Gesamtanlage) |                                           | 897999    |
| Streckhofanlage                                          | Streckhofanlage                                          | Dorfstraße 1 Lage                                     | (g, s) | frühes 18. Jahrhundert                    | 87482 DDB |
| Ernhaus                                                  | Ernhaus                                                  | Dorfstraße 2 Lage                                     | (g, s) | frühes 18. Jahrhundert                    | 87483 DDB |
| Bild gesucht BW                                          |                                                          | Dorfstraße 6/8 Lage                                   | (nur als Teil der Gesamtanlage) |                                           | 960871    |
| Bild gesucht BW                                          |                                                          | Dorfstraße 7 Lage                                     | (nur als Teil der Gesamtanlage) |                                           | 898004    |
| Bild gesucht BW                                          | Cantonshof                                               | Dorfstraße 9 Lage                                     | |                                           | 87484 DDB |
| Bild gesucht BW                                          |                                                          | Dorfstraße 11 Lage                                    | (nur als Teil der Gesamtanlage) |                                           | 898042    |
| Bild gesucht BW                                          |                                                          | Dorfstraße 12 Lage                                    | |                                           | 87485 DDB |
| Bild gesucht BW                                          |                                                          | Dorfstraße 13 Lage                                    | (nur als Teil der Gesamtanlage) |                                           | 898041    |
| Bild gesucht BW                                          |                                                          | Dorfstraße 14 Lage                                    | (nur als Teil der Gesamtanlage) |                                           | 897970    |
| Bild gesucht BW                                          |                                                          | Dorfstraße 15 Lage                                    | (nur als Teil der Gesamtanlage) |                                           | 898001    |
| Bild gesucht BW                                          |                                                          | Dorfstraße 16 Lage                                    | (nur als Teil der Gesamtanlage) |                                           | 897973    |
| Bild gesucht BW                                          |                                                          | Dorfstraße 17 Lage                                    | |                                           | 87486 DDB |
| Bild gesucht BW                                          |                                                          | Dorfstraße 19 Lage                                    | (nur als Teil der Gesamtanlage) |                                           | 898007    |
| Bild gesucht BW                                          | ehemalige Volksschule                                    | Dorfstraße 20 Lage                                    | |                                           | 87487 DDB |
| Bild gesucht BW                                          |                                                          | Dorfstraße 21 Lage                                    | (nur als Teil der Gesamtanlage) |                                           | 948987    |
| Bild gesucht BW                                          |                                                          | Dorfstraße 24 Lage                                    | (nur als Teil der Gesamtanlage) |                                           | 898044    |
| Bild gesucht BW                                          |                                                          | Dorfstraße 25 Lage                                    | (nur als Teil der Gesamtanlage) |                                           | 897976    |
| Bild gesucht BW                                          |                                                          | Dorfstraße 27 Lage                                    | |                                           | 87488 DDB |
| Bild gesucht BW                                          |                                                          | Dorfstraße 29 Lage                                    | |                                           | 87489 DDB |
| Bild gesucht BW                                          |                                                          | Dorfstraße 31 Lage                                    | (nur als Teil der Gesamtanlage) |                                           | 898047    |
| traufständiges Wohnhaus                                  | traufständiges Wohnhaus                                  | Dorfstraße 33 LageFlur: 8, Flurstück: 144/1           | (g, s) | erste Hälfte des 19. Jahrhunderts         | 87490 DDB |
| zweigeschossiges Fachwerkhaus als Einhaus                | zweigeschossiges Fachwerkhaus als Einhaus                | Dorfstraße 35 LageFlur: 8, Flurstück: 142/2           | (g, s) | spätes 18. Jahrhundert                    | 87491 DDB |
|                                                          |                                                          | Fünffensterstraße 1 Lage                              | (nur als Teil der Gesamtanlage) |                                           | 898039    |
|                                                          |                                                          | Fünffensterstraße 3 Lage                              | (nur als Teil der Gesamtanlage) |                                           | 898046    |
|                                                          |                                                          | Fünffensterstraße 5 Lage                              | |                                           | 87495 DDB |
| Bild gesucht BW                                          |                                                          | Gäßchen 2 Lage                                        | (nur als Teil der Gesamtanlage) |                                           | 897978    |
| dreiseitige Hofanlage                                    | dreiseitige Hofanlage                                    | Gäßchen 4 LageFlur: 8, Flurstück: 139/4               | (g, s) | Mitte des 18. Jahrhunderts                | 87496 DDB |
|                                                          |                                                          | Großer Kirchberg 1 Lage                               | (nur als Teil der Gesamtanlage) |                                           | 898036    |
|                                                          |                                                          | Großer Kirchberg 2 Lage                               | (nur als Teil der Gesamtanlage) |                                           | 898000    |
| Bild gesucht BW                                          |                                                          | Großer Kirchberg 4 Lage                               | |                                           | 87582 DDB |
|                                                          |                                                          | Hexenberg 1 Lage                                      | (nur als Teil der Gesamtanlage) |                                           | 897988    |
|                                                          |                                                          | Hexenberg 2 Lage                                      | (nur als Teil der Gesamtanlage) |                                           | 898024    |
|                                                          |                                                          | Hexenberg 3 Lage                                      | (nur als Teil der Gesamtanlage) |                                           | 897991    |
| ehemaliges Leineweberhaus                                | ehemaliges Leineweberhaus                                | Hexenberg 4 LageFlur: 8, Flurstück: 70/1              | (g, s) | 1837                                      | 87497 DDB |
|                                                          |                                                          | Hexenberg 5 Lage                                      | (nur als Teil der Gesamtanlage) |                                           | 898048    |
|                                                          |                                                          | Hexenberg 6 Lage                                      | |                                           | 87498 DDB |
|                                                          |                                                          | Hexenberg 7 Lage                                      | (nur als Teil der Gesamtanlage) |                                           | 897987    |
| Fachwerkwohnhaus                                         | Fachwerkwohnhaus                                         | Hexenberg 8 Lage                                      | (g, s) | Mitte des 18. Jahrhunderts                | 87499 DDB |
|                                                          |                                                          | Hexenberg 9 Lage                                      | (nur als Teil der Gesamtanlage) |                                           | 898065    |
| Bild gesucht BW                                          |                                                          | Hundeberg 1 Lage                                      | |                                           | 87503 DDB |
| zweigeschossiges Nebengebäude der ehemaligen Grundschule | zweigeschossiges Nebengebäude der ehemaligen Grundschule | Hundeberg 3 LageFlur: 8, Flurstück: 162/2             | (g) | 1842                                      | 87504 DDB |
| Wohnhaus                                                 | Wohnhaus                                                 | In der Rose 1 LageFlur: 7, Flurstück: 41/1            | (g, s) | Anfang des 19. Jahrhunderts               | 87618 DDB |
|                                                          |                                                          | In der Rose 2 Lage                                    | (nur als Teil der Gesamtanlage) |                                           | 898045    |
|                                                          |                                                          | In der Rose 3 Lage                                    | (nur als Teil der Gesamtanlage) |                                           | 898028    |
| Fachwerkwohnhaus                                         | Fachwerkwohnhaus                                         | In der Rose 4 LageFlur: 7, Flurstück: 46, 47/1 und 48 | (g, s) | in der ersten Hälfte des 19. Jahrhunderts | 87505 DDB |
| Wohnhaus                                                 | Wohnhaus                                                 | In der Rose 5 LageFlur: 7, Flurstück: 32              | (g, s) | spätes 18. Jahrhundert                    | 87619 DDB |
| Fachwerkwohnhaus und Wirtschaftstrakt                    | Fachwerkwohnhaus und Wirtschaftstrakt                    | In der Rose 7 LageFlur: 7, Flurstück: 29/1            | (g, s) | frühes 19. Jahrhundert                    | 87506 DDB |
| Einhaus                                                  | Einhaus                                                  | In der Rose 8 LageFlur: 7, Flurstück: 51/2            | (g, s) | Mitte des 18. Jahrhunderts                | 87507 DDB |
| Wirtschaftstrakt                                         | Wirtschaftstrakt                                         | In der Rose 10 LageFlur: 7, Flurstück: 51/3           | (g, s) | spätes 18. Jahrhundert                    | 87507 DDB |
| zweigeschossiges Fachwerkgebäude                         | zweigeschossiges Fachwerkgebäude                         | Jakobstraße 1 LageFlur: 8, Flurstück: 98/1            | (g, s) | errichtet im ausgehenden 17. Jahrhundert  | 87508 DDB |
| Fachwerkwohnhaus                                         | Fachwerkwohnhaus                                         | Jakobstraße 2 Lage                                    | (g, s) | frühes 18. Jahrhundert                    | 87509 DDB |
|                                                          |                                                          | Jakobstraße 2A Lage                                   | (nur als Teil der Gesamtanlage) |                                           | 898022    |
|                                                          |                                                          | Jakobstraße 3 Lage                                    | (nur als Teil der Gesamtanlage) |                                           | 898020    |
|                                                          |                                                          | Jakobstraße 4 Lage                                    | (nur als Teil der Gesamtanlage) |                                           | 898009    |
|                                                          |                                                          | Jakobstraße 5 Lage                                    | (nur als Teil der Gesamtanlage) |                                           | 898021    |
|                                                          |                                                          | Jakobstraße 6 Lage                                    | (nur als Teil der Gesamtanlage) |                                           | 898010    |
| Einhaus                                                  | Einhaus                                                  | Jakobstraße 7 LageFlur: 8, Flurstück:                 | (g, s) | letztes Drittel des 18. Jahrhunderts      | 87510 DDB |
| Ernhaus                                                  | Ernhaus                                                  | Jakobstraße 9/11 Lage                                 | (g, s) | Mitte des 18. Jahrhunderts                | 87511 DDB |
| Wohnhaus                                                 | Wohnhaus                                                 | Jakobstraße 13 Lage                                   | (g, s) | frühes 18. Jahrhundert                    | 87512 DDB |
|                                                          |                                                          | Jakobstraße 15 Lage                                   | |                                           | 87513 DDB |
| traufständig erbautes Einhaus                            | traufständig erbautes Einhaus                            | Jakobstraße 17 LageFlur: 8, Flurstück: 73/2           | (g) | aus dem frühen 18. Jahrhundert            | 87514 DDB |
| Bild gesucht BW                                          |                                                          | Kleine Kulle 1 Lage                                   | |                                           | 87515 DDB |
| Bild gesucht BW                                          |                                                          | Kleine Kulle 3 Lage                                   | |                                           | 87516 DDB |
| Bild gesucht BW                                          |                                                          | Kleine Kulle 4 Lage                                   | (nur als Teil der Gesamtanlage) |                                           | 897972    |
| Bild gesucht BW                                          |                                                          | Kleine Kulle 6 Lage                                   | |                                           | 87790 DDB |
|                                                          |                                                          | Kleiner Kirchberg 1 Lage                              | (nur als Teil der Gesamtanlage) |                                           | 829356    |
|                                                          |                                                          | Kleiner Kirchberg 2 Lage                              | (nur als Teil der Gesamtanlage) |                                           | 898005    |
|                                                          |                                                          | Kleiner Kirchberg 3 Lage                              | (nur als Teil der Gesamtanlage) |                                           | 898008    |
|                                                          |                                                          | Kleiner Kirchberg 4 Lage                              | |                                           | 87616 DDB |
|                                                          |                                                          | Kleiner Kirchberg 5 Lage                              | |                                           | 87617 DDB |
|                                                          |                                                          | Leipziger Straße 430 Lage                             | (nur als Teil der Gesamtanlage) |                                           | 897982    |
| Bild gesucht BW                                          |                                                          | Leipziger Straße 431 Lage                             | (nur als Teil der Gesamtanlage) |                                           | 898029    |
|                                                          |                                                          | Leipziger Straße 432 Lage                             | (nur als Teil der Gesamtanlage) |                                           | 898064    |
| Bild gesucht BW                                          |                                                          | Leipziger Straße 433 Lage                             | |                                           | 87524 DDB |
|                                                          |                                                          | Leipziger Straße 434 Lage                             | (nur als Teil der Gesamtanlage) |                                           | 898063    |
| Bild gesucht BW                                          |                                                          | Leipziger Straße 435/437 Lage                         | |                                           | 87522 DDB |
| Bild gesucht BW                                          |                                                          | Leipziger Straße 436 Lage                             | (nur als Teil der Gesamtanlage) |                                           | 898062    |
|                                                          |                                                          | Leipziger Straße 438 Lage                             | |                                           | 87523 DDB |
| Bild gesucht BW                                          |                                                          | Leipziger Straße 439 Lage                             | (nur als Teil der Gesamtanlage) |                                           | 898030    |
| Bild gesucht BW                                          |                                                          | Leipziger Straße 440 Lage                             | |                                           | 87521 DDB |
| Bild gesucht BW                                          |                                                          | Leipziger Straße 441 Lage                             | |                                           | 87525 DDB |
|                                                          |                                                          | Leipziger Straße 442 Lage                             | (nur als Teil der Gesamtanlage) |                                           | 897986    |
| Bild gesucht BW                                          |                                                          | Leipziger Straße 443 Lage                             | |                                           | 87526 DDB |
|                                                          |                                                          | Leipziger Straße 444 Lage                             | (nur als Teil der Gesamtanlage) |                                           | 897974    |
| Bild gesucht BW                                          | ehemaliges Gasthaus                                      | Leipziger Straße 445 Lage                             | |                                           | 87620 DDB |
| Meilenstein                                              | Meilenstein                                              | Leipziger Straße vor 445 Lage                         | |                                           | 87551 DDB |
|                                                          |                                                          | Leipziger Straße 446 Lage                             | (nur als Teil der Gesamtanlage) |                                           | 897971    |
| Bild gesucht BW                                          |                                                          | Leipziger Straße 447 Lage                             | (nur als Teil der Gesamtanlage) |                                           | 897968    |
|                                                          |                                                          | Leipziger Straße 448 Lage                             | (nur als Teil der Gesamtanlage) |                                           | 897980    |
| Bild gesucht BW                                          |                                                          | Leipziger Straße 449 Lage                             | (nur als Teil der Gesamtanlage) |                                           | 898066    |
| Bild gesucht BW                                          |                                                          | Leipziger Straße 450 Lage                             | (nur als Teil der Gesamtanlage) |                                           | 897979    |
| Bild gesucht BW                                          |                                                          | Leipziger Straße 451 Lage                             | (nur als Teil der Gesamtanlage) |                                           | 898071    |
| Bild gesucht BW                                          |                                                          | Leipziger Straße 453 Lage                             | (nur als Teil der Gesamtanlage) |                                           | 898055    |
|                                                          |                                                          | Leipziger Straße 454 Lage                             | (nur als Teil der Gesamtanlage) |                                           | 898033    |
|                                                          |                                                          | Leipziger Straße 456 Lage                             | |                                           | 87621 DDB |
| Bild gesucht BW                                          |                                                          | Leipziger Straße 457 Lage                             | (nur als Teil der Gesamtanlage) |                                           | 898057    |
|                                                          |                                                          | Leipziger Straße 458 Lage                             | |                                           | 87527 DDB |
| Bild gesucht BW                                          |                                                          | Leipziger Straße 459 Lage                             | (nur als Teil der Gesamtanlage) |                                           | 898058    |
|                                                          |                                                          | Leipziger Straße 460 Lage                             | |                                           | 87528 DDB |
| Bild gesucht BW                                          |                                                          | Leipziger Straße 461 Lage                             | (nur als Teil der Gesamtanlage) |                                           | 898059    |
|                                                          |                                                          | Leipziger Straße 462 Lage                             | |                                           | 87529 DDB |
|                                                          |                                                          | Leipziger Straße 464 Lage                             | |                                           | 87530 DDB |
|                                                          |                                                          | Leipziger Straße 466 Lage                             | |                                           | 87531 DDB |
|                                                          |                                                          | Leipziger Straße 468 Lage                             | (nur als Teil der Gesamtanlage) |                                           | 898051    |
| Bild gesucht BW                                          |                                                          | Leipziger Straße 469 Lage                             | |                                           | 87532 DDB |
|                                                          |                                                          | Leipziger Straße 470 Lage                             | (nur als Teil der Gesamtanlage) |                                           | 898050    |
| Bild gesucht BW                                          |                                                          | Leipziger Straße 471 Lage                             | (nur als Teil der Gesamtanlage) |                                           | 898035    |
| Bild gesucht BW                                          |                                                          | Leipziger Straße 471A Lage                            | (nur als Teil der Gesamtanlage) |                                           | 897969    |
| Bild gesucht BW                                          |                                                          | Leipziger Straße 472 Lage                             | (nur als Teil der Gesamtanlage) |                                           | 898049    |
| Bild gesucht BW                                          | Hofanlage                                                | Leipziger Straße 473 Lage                             | |                                           | 87533 DDB |
| Bild gesucht BW                                          |                                                          | Leipziger Straße 474 Lage                             | (nur als Teil der Gesamtanlage) |                                           | 897977    |
|                                                          |                                                          | Leipziger Straße 475 Lage                             | (nur als Teil der Gesamtanlage) |                                           | 898037    |
| traufständiges Wohnhaus                                  | traufständiges Wohnhaus                                  | Leipziger Straße 476 Lage                             | (g) | zweite Hälfte des 18. Jahrhunderts        | 87534 DDB |
|                                                          |                                                          | Leipziger Straße 477 Lage                             | (nur als Teil der Gesamtanlage) |                                           | 898043    |
| ehemaliges Ernhaus                                       | ehemaliges Ernhaus                                       | Leipziger Straße 478 Lage                             | (g, s) | erste Hälfte des 18. Jahrhunderts         | 87535 DDB |
|                                                          |                                                          | Leipziger Straße 479 Lage                             | (nur als Teil der Gesamtanlage) |                                           | 897963    |
| Bild gesucht BW                                          |                                                          | Leipziger Straße 480/482 Lage                         | |                                           | 87536 DDB |
|                                                          |                                                          | Leipziger Straße 481 Lage                             | (nur als Teil der Gesamtanlage) |                                           | 897964    |
|                                                          |                                                          | Leipziger Straße 483 Lage                             | (nur als Teil der Gesamtanlage) |                                           | 897966    |
| ehemalige Weinschänke                                    | ehemalige Weinschänke                                    | Leipziger Straße 484 Lage                             | (g, s) | ausgehendes 17. Jahrhundert               | 87537 DDB |
| Bild gesucht BW                                          |                                                          | Leipziger Straße 485 Lage                             | (nur als Teil der Gesamtanlage) |                                           | 897965    |
| giebelständiges Fachwerkgebäude                          | giebelständiges Fachwerkgebäude                          | Leipziger Straße 486 Lage                             | (g, s) | Mitte des 18. Jahrhunderts                | 87538 DDB |
|                                                          |                                                          | Leipziger Straße 487 Lage                             | (nur als Teil der Gesamtanlage) |                                           | 898031    |
| giebelständiges Fachwerkgebäude                          | giebelständiges Fachwerkgebäude                          | Leipziger Straße 488 Lage                             | (g, s) | 1600                                      | 87539 DDB |
| giebelständiges Fachwerkwohnhaus                         | giebelständiges Fachwerkwohnhaus                         | Leipziger Straße 490 Lage                             | (g, s) | spätes 17. Jahrhundert                    | 898002    |
| traufständige Hofanlage                                  | traufständige Hofanlage                                  | Leipziger Straße 491/493 Lage                         | (g, s) | erste Hälfte des 18. Jahrhunderts         | 87541 DDB |
|                                                          |                                                          | Leipziger Straße 492 Lage                             | |                                           | 87540 DDB |
| ehemaliges Erntennenhaus                                 | ehemaliges Erntennenhaus                                 | Leipziger Straße 494 Lage                             | (g, s) | spätes 17. Jahrhundert                    | 87542 DDB |
| ehemalige Gemeindeschänke                                | ehemalige Gemeindeschänke                                | Leipziger Straße 495 Lage                             | (g, k, s) | zweite Hälfte des 17. Jahrhunderts        | 87543 DDB |
| Bild gesucht BW                                          |                                                          | Leipziger Straße 496 Lage                             | (nur als Teil der Gesamtanlage) |                                           | 898003    |
| ehemalige Scheune                                        | ehemalige Scheune                                        | Leipziger Straße 497 Lage                             | (g, s) | 1831                                      | 87544 DDB |
| Bild gesucht BW                                          |                                                          | Leipziger Straße 498 Lage                             | (nur als Teil der Gesamtanlage) |                                           | 898015    |
| Hofanlage                                                | Hofanlage                                                | Leipziger Straße 499 Lage                             | (g, s) | Mitte des 18. Jahrhunderts                | 87545 DDB |
| Bild gesucht BW                                          |                                                          | Leipziger Straße 500 Lage                             | |                                           | 87546 DDB |
| Wohnhaus einer ehemaligen Streckhofanlage                | Wohnhaus einer ehemaligen Streckhofanlage                | Leipziger Straße 501 Lage                             | (g, s) | erste Hälfte des 18. Jahrhunderts         | 87547 DDB |
| ehemaliges Einhaus                                       | ehemaliges Einhaus                                       | Leipziger Straße 502 Lage                             | (g, s) | erste Hälfte des 18. Jahrhunderts         | 87548 DDB |
|                                                          |                                                          | Leipziger Straße 503 Lage                             | (nur als Teil der Gesamtanlage) |                                           | 897967    |
| Wohnhaus                                                 | Wohnhaus                                                 | Leipziger Straße 504 Lage                             | (g, s) | Mitte des 18. Jahrhunderts                | 87549 DDB |
|                                                          |                                                          | Leipziger Straße 505 Lage                             | (nur als Teil der Gesamtanlage) |                                           | 898068    |
|                                                          |                                                          | Leipziger Straße 507 Lage                             | (nur als Teil der Gesamtanlage) |                                           | 898067    |
| ehemaliger Streckhof                                     | ehemaliger Streckhof                                     | Leipziger Straße 509 Lage                             | (g, s) | zweite Hälfte des 18. Jahrhunderts        | 87550 DDB |
| Bild gesucht BW                                          |                                                          | Ludwigstraße 1 Lage                                   | (nur als Teil der Gesamtanlage) |                                           | 897990    |
| Bild gesucht BW                                          |                                                          | Ludwigstraße 2 Lage                                   | |                                           | 87552 DDB |
| Bild gesucht BW                                          |                                                          | Ludwigstraße 3 Lage                                   | (nur als Teil der Gesamtanlage) |                                           | 898070    |
| Bild gesucht BW                                          |                                                          | Ludwigstraße 4 Lage                                   | (nur als Teil der Gesamtanlage) |                                           | 898052    |
| Bild gesucht BW                                          |                                                          | Ludwigstraße 5 Lage                                   | (nur als Teil der Gesamtanlage) |                                           | 897989    |
|                                                          |                                                          | Mühlenweg 1 Lage                                      | (nur als Teil der Gesamtanlage) |                                           | 897975    |
| Bild gesucht BW                                          |                                                          | Mühlenweg 2 Lage                                      | (nur als Teil der Gesamtanlage) |                                           | 898054    |
| Bild gesucht BW                                          |                                                          | Mühlenweg 4 Lage                                      | (nur als Teil der Gesamtanlage) |                                           | 897985    |
| Lohmühle                                                 | Lohmühle                                                 | Mühlenweg 5 LageFlur: 7, Flurstück: 134/6             | (g, s) | zu Beginn des 18. Jahrhunderts            | 87553 DDB |
| Schlagmühle                                              | Schlagmühle                                              | Mühlenweg 6 LageFlur: 7, Flurstück: 174/12 und 178/2  | mit linkem Teil des Hinterhauses (g, s) | erste Hälfte des 19. Jahrhunderts         | 87554 DDB |
| Streckhof                                                | Streckhof                                                | Mühlenweg 7/9 LageFlur: 7, Flurstück: 133/4           | (g, s) | Ende des 17. Jahrhunderts                 | 87555 DDB |
|                                                          |                                                          | Mühlenweg 8 Lage                                      | (nur als Teil der Gesamtanlage) |                                           | 897984    |
| Bild gesucht BW                                          |                                                          | Mühlenweg 10 Lage                                     | (nur als Teil der Gesamtanlage) |                                           | 897981    |
| Bild gesucht BW                                          |                                                          | Mühlenweg 12 Lage                                     | (nur als Teil der Gesamtanlage) |                                           | 898061    |
| Bild gesucht BW                                          |                                                          | Mühlenweg 14 Lage                                     | (nur als Teil der Gesamtanlage) |                                           | 898060    |
| ehemaliger landgräflicher Jägerhof                       | ehemaliger landgräflicher Jägerhof                       | Mühlenweg 16 LageFlur: 7, Flurstück: 166              | (g, s) | erbaut im 18. Jahrhundert                 | 87556 DDB |
| Regionalmuseum                                           | Regionalmuseum                                           | Schulstraße 33 LageFlur: 7, Flurstück: 162/4          | (g, s) | 1842                                      | 87558 DDB |
| Ernhaus                                                  | Ernhaus                                                  | Schulstraße 41 LageFlur: 8, Flurstück:                | (g) | im 18. Jahrhundert                        | 87560 DDB |
|                                                          |                                                          | Teichstraße 27 Lage                                   | (nur als Teil der Gesamtanlage) |                                           | 898026    |
| Bild gesucht BW                                          |                                                          | Zum Kirchberg 1 Lage                                  | (nur als Teil der Gesamtanlage) |                                           | 898012    |
| Bild gesucht BW                                          |                                                          | Zum Kirchberg 3 Lage                                  | (nur als Teil der Gesamtanlage) |                                           | 898013    |
| Bild gesucht BW                                          |                                                          | Zum Kirchberg 5 Lage                                  | (nur als Teil der Gesamtanlage) |                                           | 898034    |
| Bild gesucht BW                                          |                                                          | Zum Mühlenweg 1 Lage                                  | (nur als Teil der Gesamtanlage) |                                           | 898038    |

### Gesamtanlage II Freiheiter Stiftsanlage
| Bild                                     | Bezeichnung                              | Lage | Beschreibung | Bauzeit                            | Objekt-Nr. |
| ---------------------------------------- | ---------------------------------------- | --- | --- | ---------------------------------- | ---------- |
| Gesamtanlage II Freiheiter Stiftsanlage  | Gesamtanlage II Freiheiter Stiftsanlage  | Auf der Freiheit 1–17; Dautenbachstraße 11–29; Freiheiter Straße 1–11; Großer Kirchberg 4; Schulstraße 30–43; Tränkegasse 1–15; Zur Schönen Aussicht 1–10 Lage | |                                    | 88347 DDB  |
| Bild gesucht BW                          |                                          | Auf der Freiheit 1 Lage | |                                    | 87562 DDB  |
| Bild gesucht BW                          |                                          | Auf der Freiheit 2 Lage | |                                    | 87563 DDB  |
| Bild gesucht BW                          |                                          | Auf der Freiheit 3 Lage | |                                    | 87564 DDB  |
| Bild gesucht BW                          |                                          | Auf der Freiheit 4 Lage | |                                    | 87564 DDB  |
| Bild gesucht BW                          | ehemaliges Stiftsbotenhaus               | Auf der Freiheit 5 Lage | |                                    | 87565 DDB  |
| Bild gesucht BW                          |                                          | Auf der Freiheit 6 Lage | (nur als Teil der Gesamtanlage)                                                                                   |                                    | 897952     |
| Bild gesucht BW                          | ehemaliges Stiftsforstmeisterhaus        | Auf der Freiheit 7 Lage | |                                    | 87566 DDB  |
| Bild gesucht BW                          | ehemaliges Gesindehaus                   | Auf der Freiheit 8 Lage | |                                    | 87567 DDB  |
| Bild gesucht BW                          |                                          | Auf der Freiheit 9 Lage | |                                    | 87568 DDB  |
| Bild gesucht BW                          |                                          | Auf der Freiheit 10 Lage | |                                    | 87569 DDB  |
| Bild gesucht BW                          |                                          | Auf der Freiheit 12 Lage | |                                    | 87570 DDB  |
| Bild gesucht BW                          |                                          | Auf der Freiheit 13 Lage | |                                    | 87571 DDB  |
| Bild gesucht BW                          | ehemaliges Stiftsschäferhaus             | Auf der Freiheit 14/15 Lage | |                                    | 87572 DDB  |
| Bild gesucht BW                          |                                          | Auf der Freiheit 16 Lage | |                                    | 87573 DDB  |
| Bild gesucht BW                          |                                          | Auf der Freiheit 17 Lage | (nur als Teil der Gesamtanlage)                                                                                   |                                    | 897956     |
|                                          |                                          | Dautenbachstraße 13 Lage | (nur als Teil der Gesamtanlage)                                                                                   |                                    | 897954     |
|                                          |                                          | Dautenbachstraße 14 Lage | (nur als Teil der Gesamtanlage)                                                                                   |                                    | 897946     |
| Einhaus                                  | Einhaus                                  | Dautenbachstraße 15 LageFlur: 8, Flurstück: 59/1 | (g, s) | 1832                               | 87473 DDB  |
| Wohnhaus                                 | Wohnhaus                                 | Dautenbachstraße 16 LageFlur: 8, Flurstück: 229 | (s) | zweite Hälfte des 18. Jahrhunderts | 87472 DDB  |
| dreigeschossiges Fachwerkwohnhaus        | dreigeschossiges Fachwerkwohnhaus        | Dautenbachstraße 17 LageFlur: 8, Flurstück: 58, 59/2 und 108/53                                                                                                | (s) | 1913/14                            | 87474 DDB  |
| traufständiges Fachwerkwohnhaus          | traufständiges Fachwerkwohnhaus          | Dautenbachstraße 18 LageFlur: 8, Flurstück: 230 | (g, s) | zweite Hälfte des 18. Jahrhunderts | 87477 DDB  |
| zweigeschossiges Doppelwohnhaus          | zweigeschossiges Doppelwohnhaus          | Dautenbachstraße 19/21 LageFlur: 8, Flurstück: 52 und 54/1 | (g, s) | zweite Hälfte des 18. Jahrhunderts | 87475 DDB  |
|                                          |                                          | Dautenbachstraße 20 Lage | (nur als Teil der Gesamtanlage)                                                                                   |                                    | 897947     |
|                                          |                                          | Dautenbachstraße 22 Lage | |                                    | 87476 DDB  |
|                                          |                                          | Dautenbachstraße 23 Lage | |                                    | 87478 DDB  |
|                                          |                                          | Dautenbachstraße 25 Lage | (nur als Teil der Gesamtanlage)                                                                                   |                                    | 897959     |
|                                          |                                          | Dautenbachstraße 27 Lage | |                                    | 87480 DDB  |
|                                          |                                          | Dautenbachstraße 29 Lage | |                                    | 87479 DDB  |
|                                          |                                          | Domberg 1 Lage | (nur als Teil der Gesamtanlage) Am 26. Oktober 2019 begann das Haus einzustürzen, daraufhin wurde es abgebrochen. |                                    | 958601     |
|                                          |                                          | Domberg 3 Lage | (nur als Teil der Gesamtanlage)                                                                                   |                                    | 898032     |
| Bild gesucht BW                          |                                          | Freiheiter Straße 1 Lage | |                                    | 87574 DDB  |
| repräsentatives Wohn- und Verwalterhaus  | repräsentatives Wohn- und Verwalterhaus  | Freiheiter Straße 2 LageFlur: 8, Flurstück: 263/1 | (s) | aus dem 18. Jahrhundert            | 87622 DDB  |
| giebelständige Scheune                   | giebelständige Scheune                   | Freiheiter Straße 2 LageFlur: 8, Flurstück: 263/1 | (g, s) | Ursprünge in der Renaissance       | 87623 DDB  |
| Bild gesucht BW                          |                                          | Freiheiter Straße 2A Lage | (nur als Teil der Gesamtanlage)                                                                                   |                                    | 897942     |
| Bild gesucht BW                          |                                          | Freiheiter Straße 3 Lage | |                                    | 87575 DDB  |
| Bild gesucht BW                          |                                          | Freiheiter Straße 4 Lage | |                                    | 87576 DDB  |
| Bild gesucht BW                          |                                          | Freiheiter Straße 5 Lage | |                                    | 87577 DDB  |
| Bild gesucht BW                          |                                          | Freiheiter Straße 6 Lage | (nur als Teil der Gesamtanlage)                                                                                   |                                    | 897943     |
| Bild gesucht BW                          |                                          | Freiheiter Straße 7 Lage | |                                    | 87578 DDB  |
| Bild gesucht BW                          |                                          | Freiheiter Straße 8 Lage | (nur als Teil der Gesamtanlage)                                                                                   |                                    | 897944     |
| Bild gesucht BW                          |                                          | Freiheiter Straße 9 Lage | |                                    | 87579 DDB  |
| Bild gesucht BW                          |                                          | Freiheiter Straße 11 Lage | |                                    | 87580 DDB  |
| traufständiges Fachwerkgebäude           | traufständiges Fachwerkgebäude           | Hüttenhof 1 LageFlur: 8, Flurstück: 214/1 und 225/2 | (g, s) | 1691                               | 87502 DDB  |
| Bild gesucht BW                          |                                          | Schulstraße 30 Lage | (nur als Teil der Gesamtanlage)                                                                                   |                                    | 897958     |
| Bild gesucht BW                          |                                          | Schulstraße 32 Lage | (nur als Teil der Gesamtanlage)                                                                                   |                                    | 897960     |
| Bild gesucht BW                          |                                          | Schulstraße 34 Lage | (nur als Teil der Gesamtanlage)                                                                                   |                                    | 897957     |
| Bild gesucht BW                          |                                          | Schulstraße 36 Lage | (nur als Teil der Gesamtanlage)                                                                                   |                                    | 897961     |
| Wohnhaus                                 | Wohnhaus                                 | Schulstraße 38 LageFlur: 8, Flurstück: 1/4 | (g, s) | frühes 19. Jahrhundert             | 87559 DDB  |
| Schafstall                               | Schafstall                               | Schulstraße 38 LageFlur: 8, Flurstück: 1/4 | (g, s) | frühes 19. Jahrhundert             | 87559 DDB  |
| Wohnhaus                                 | Wohnhaus                                 | Schulstraße 43 LageFlur: 8, Flurstück: 6/1 | (g, s) | 1683                               | 87561 DDB  |
|                                          |                                          | Schulstraße 45 Lage | (nur als Teil der Gesamtanlage)                                                                                   |                                    | 897949     |
|                                          |                                          | Tränkegasse 1 Lage | |                                    | 87583 DDB  |
|                                          |                                          | Tränkegasse 2 Lage | (nur als Teil der Gesamtanlage)                                                                                   |                                    | 897948     |
|                                          |                                          | Tränkegasse 3 Lage | |                                    | 87584 DDB  |
|                                          |                                          | Tränkegasse 5 Lage | (nur als Teil der Gesamtanlage)                                                                                   |                                    | 897953     |
|                                          |                                          | Tränkegasse 7/9 Lage | |                                    | 87585 DDB  |
|                                          |                                          | Tränkegasse 11 Lage | |                                    | 87586 DDB  |
|                                          |                                          | Tränkegasse 13 Lage | |                                    | 87587 DDB  |
|                                          |                                          | Tränkegasse 15 Lage | |                                    | 87588 DDB  |
| Bild gesucht BW                          |                                          | Zur Schönen Aussicht 1 Lage | (nur als Teil der Gesamtanlage)                                                                                   |                                    | 897945     |
| Bild gesucht BW                          |                                          | Zur Schönen Aussicht 2 Lage | |                                    | 87589 DDB  |
|                                          |                                          | Zur Schönen Aussicht 4 Lage | |                                    | 87590 DDB  |
| Bild gesucht BW                          |                                          | Zur Schönen Aussicht 5 Lage | (nur als Teil der Gesamtanlage)                                                                                   |                                    | 955301     |
| Ev. Pfarramt                             | Ev. Pfarramt                             | Zur Schönen Aussicht 6 Lage | |                                    | 87591 DDB  |
| ehemaliges Gasthaus „Zum Rebental“       | ehemaliges Gasthaus „Zum Rebental“       | Zur Schönen Aussicht 7 LageFlur: 8, Flurstück: 215 | (g) | frühes 18. Jahrhundert             | 87595 DDB  |
|                                          |                                          | Zur Schönen Aussicht 8 Lage | |                                    | 87593 DDB  |
| Stiftsvogthaus                           | Stiftsvogthaus                           | Zur Schönen Aussicht 9 LageFlur: 8, Flurstück: 235/1 | (g, s) | frühes 18. Jahrhundert             | 87592 DDB  |
| ehemalige Knabenschule und Lehrerwohnung | ehemalige Knabenschule und Lehrerwohnung | Zur Schönen Aussicht 10 Lage | |                                    | 87596 DDB  |
| Bild gesucht BW                          |                                          | Zur Schönen Aussicht 12 Lage | (nur als Teil der Gesamtanlage)                                                                                   |                                    | 898006     |
| Bild gesucht BW                          |                                          | Zur Schönen Aussicht 12A Lage | (nur als Teil der Gesamtanlage)                                                                                   |                                    | 898069     |
|                                          |                                          | Zur Schönen Aussicht 14 Lage | (nur als Teil der Gesamtanlage)                                                                                   |                                    | 897950     |

### Sachgesamtheit Stiftsbereich
| Bild                        | Bezeichnung                               | Lage                                           | Beschreibung | Bauzeit                             | Objekt-Nr. |
| --------------------------- | ----------------------------------------- | ---------------------------------------------- | ------------ | ----------------------------------- | ---------- |
| Bild gesucht BW             | Sachgesamtheit Stiftsbereich              | Stiftshof Lage                                 |              |                                     | 88348 DDB  |
| Bild gesucht BW             | Ehemalige Stiftskirche zum Heiligen Kreuz | Stiftshof Lage                                 |              |                                     | 88348 DDB  |
| Herrenhaus                  | Herrenhaus                                | Stiftshof 1 LageFlur: 8, Flurstück: 235/1      | (g, k, s, w) | aus dem ausgehenden 15. Jahrhundert | 88348 DDB  |
| Renterei                    | Renterei                                  | Stiftshof 2 LageFlur: 8, Flurstück: 235/1      | (g, k, s, w) | 1606                                | 88348 DDB  |
| Gerichtsgebäude             | Gerichtsgebäude                           | Stiftshof 3 LageFlur: 8, Flurstück: 235/1      | (g, k, s, w) |                                     |            |
| Bild gesucht BW             | Zehntscheune                              | Stiftshof Lage                                 |              |                                     | 88348 DDB  |
| Dormitorium und Refektorium | Dormitorium und Refektorium               | Stiftshof 4 LageFlur: 8, Flurstück: 235/1      | (g, k, s, w) | Entstehungszeit in der Romanik      | 88348 DDB  |
| St. Georgskapelle           | St. Georgskapelle                         | Stiftshof o. Nr. LageFlur: 8, Flurstück: 235/1 | (g, k, s, w) | 1008-1011                           | 88348 DDB  |
| Bild gesucht BW             | Gartenanlagen                             | Stiftshof Lage                                 |              |                                     | 88348 DDB  |
| Bild gesucht BW             | Umfassungsmauern                          | Stiftshof Lage                                 |              |                                     | 88348 DDB  |

### Gesamtanlage III Kunstmühle
| Bild            | Bezeichnung                  | Lage                  | Beschreibung                    | Bauzeit | Objekt-Nr. |
| --------------- | ---------------------------- | --------------------- | ------------------------------- | ------- | ---------- |
| Bild gesucht BW | Kunstmühle                   | Gesamtanlage III Lage | Gesamtanlage                    |         | 88349 DDB  |
| Bild gesucht BW |                              | Kunstmühle 1 Lage     | (nur als Teil der Gesamtanlage) |         | 897940     |
| Bild gesucht BW | Betriebsgebäude              | Kunstmühle Lage       |                                 |         | 87604 DDB  |
| Bild gesucht BW | Wohn- und Wirtschaftsgebäude | Kunstmühle 2 Lage     |                                 |         | 87603 DDB  |
| Bild gesucht BW |                              | Kunstmühle 5 Lage     | (nur als Teil der Gesamtanlage) |         | 897939     |

### Gesamtanlage IV Ehemalige Lungenheilstätte
| Bild            | Bezeichnung                                  | Lage                                                  | Beschreibung                    | Bauzeit          | Objekt-Nr. |
| --------------- | -------------------------------------------- | ----------------------------------------------------- | ------------------------------- | ---------------- | ---------- |
| Bild gesucht BW |                                              | Lage                                                  | Sophie-Henschel-Weg 1–11 (g, k) | um 1900 eröffnet | 88350 DDB  |
| Bild gesucht BW |                                              | Sophie-Henschel-Weg 1 Lage                            | (nur als Teil der Gesamtanlage) |                  | 897875     |
| Bild gesucht BW | Pförtnerhaus der ehemaligen Lungenheilstätte | Sophie-Henschel-Weg 1 Lage                            |                                 |                  | 87605 DDB  |
| Bild gesucht BW | Ärztehaus der ehemaligen Lungenheilstätte    | Sophie-Henschel-Weg 2 Lage                            |                                 |                  | 87606 DDB  |
| Bild gesucht BW |                                              | Sophie-Henschel-Weg 4 Lage                            | (nur als Teil der Gesamtanlage) |                  | 897876     |
| Bild gesucht BW |                                              | Sophie-Henschel-Weg 5 Lage                            | (nur als Teil der Gesamtanlage) |                  | 958618     |
| Kapelle         | Kapelle                                      | Sophie-Henschel-Weg 11 LageFlur: 8, Flurstück: 174/77 | (g, k)                          | 1912/13          | 87609 DDB  |
| Bild gesucht BW | Liegehalle der ehemaligen Lungenheilstätte   | Sophie-Henschel-Weg 11 Lage                           |                                 |                  | 87608 DDB  |

### Gesamtanlage V ehemalige Ziegelei
| Bild               | Bezeichnung                                | Lage                   | Beschreibung | Bauzeit | Objekt-Nr. |
| ------------------ | ------------------------------------------ | ---------------------- | ------------ | ------- | ---------- |
| ehemalige Ziegelei | ehemalige Ziegelei                         | Gesamtanlage V Lage    | Gesamtanlage |         | 88351 DDB  |
| Bild gesucht BW    | Produktionsgebäude der ehemaligen Ziegelei | Niester Straße 24 Lage |              |         | 87610 DDB  |

### Einzeldenkmäler
| Bild            | Bezeichnung                        | Lage                             | Beschreibung | Bauzeit | Objekt-Nr. |
| --------------- | ---------------------------------- | -------------------------------- | --- | ------- | ---------- |
| Bild gesucht BW | ehemaliges Bahnhofsempfangsgebäude | Bahnhof 1 Lage                   | |         | 87614 DDB  |
| Bild gesucht BW | Göpelwerk                          | Bei der alten Hütte Lage         | |         | 87464 DDB  |
| Bild gesucht BW | ehemaliges Forstamt                | Berliner Platz 2 Lage            | |         | 87465 DDB  |
| Bild gesucht BW |                                    | Dr.-Horst-Schmidt-Straße 3 Lage  | |         | 87492 DDB  |
| Bild gesucht BW |                                    | Dr.-Horst-Schmidt-Straße 14 Lage | |         | 87493 DDB  |
| Bild gesucht BW | ehemaliges Forstdienstgehöft       | Dr.-Horst-Schmidt-Straße 41 Lage | |         | 87494 DDB  |
| Bild gesucht BW |                                    | Freiheiter Straße 34 Lage        | |         | 87581 DDB  |
| Bild gesucht BW | ehemaliges Gasthaus Weißenborn     | Gartenstraße 17 Lage             | |         | 87615 DDB  |
| Bild gesucht BW | Sachteile Mauerreste               | Hexenberg 7 Lage                 | Reste eines spätmittelalterlichen Wehrkirchhofs, Mauerteile der ehemaligen Wehranlage wurden als Außenmauern der Wohnhäuser verwendet |         | 87500 DDB  |
| Bild gesucht BW | Sachteile Mauerreste               | Hexenberg 9 Lage                 | |         | 87500 DDB  |
| Bild gesucht BW | Sachteile Mauerreste               | Hexenberg 10 Lage                | |         | 87500 DDB  |
| Bild gesucht BW | Sachteile Mauerreste               | Hexenberg 12 Lage                | |         | 87500 DDB  |
| Bild gesucht BW | Sachteile Mauerreste               | Neuer Weg 6 Lage                 | |         | 87500 DDB  |
| Bild gesucht BW | Sachteile Mauerreste               | Neuer Weg 8 Lage                 | |         | 87500 DDB  |
| Bild gesucht BW | Sachteile Mauerreste               | Neuer Weg 10 Lage                | |         | 87500 DDB  |
| Bild gesucht BW |                                    | Hirtengasse 1 Lage               | (nur als Teil der Gesamtanlage) |         | 897962     |
| Bild gesucht BW |                                    | Leipziger Straße 412 Lage        | |         | 87517 DDB  |
| Bild gesucht BW |                                    | Leipziger Straße 414 Lage        | |         | 87518 DDB  |
| Bild gesucht BW | ehemaliges Amtsgericht             | Leipziger Straße 419 Lage        | |         | 87519 DDB  |
|                 |                                    | Leipziger Straße 424 Lage        | |         | 87520 DDB  |
| Bild gesucht BW | ehemaliges Postamt                 | Niester Straße 5 Lage            | |         | 87611 DDB  |
| Bild gesucht BW | Wohn- und Geschäftshaus            | Niester Straße 7 Lage            | |         | 87501 DDB  |
| Bild gesucht BW | katholische Kirche St. Heinrich    | Niester Straße 16 Lage           | |         | 87764 DDB  |
| Bild gesucht BW | Mihmsches Haus                     | Niester Straße 16 Lage           | |         | 87613 DDB  |
| Bild gesucht BW | Ernst-Abbe-Schule                  | Schulstraße 24 Lage              | |         | 87557 DDB  |